# David Nirenberg
 (janvier 2022).
La mise en forme du texte ne suit pas les recommandations de Wikipédia : il faut le « wikifier ».
Les points d'amélioration suivants sont les cas les plus fréquents. Le détail des points à revoir est peut-être précisé sur la page de discussion.
- Les titres sont pré-formatés par le logiciel. Ils ne sont ni en capitales, ni en gras.
- Le texte ne doit pas être écrit en capitales (les noms de famille non plus), ni en gras, ni en italique, ni en « petit »…
- Le gras n'est utilisé que pour surligner le titre de l'article dans l'introduction, une seule fois.
- L'italique est rarement utilisé : mots en langue étrangère, titres d'œuvres, noms de bateaux, etc.
- Les citations ne sont pas en italique mais en corps de texte normal. Elles sont entourées par des guillemets français : « et ».
- Les listes à puces sont à éviter, des paragraphes rédigés étant largement préférés. Les tableaux sont à réserver à la présentation de données structurées (résultats, etc.).
- Les appels de note de bas de page (petits chiffres en exposant, introduits par l'outil «  Source ») sont à placer entre la fin de phrase et le point final[comme ça].
- Les liens internes (vers d'autres articles de Wikipédia) sont à choisir avec parcimonie. Créez des liens vers des articles approfondissant le sujet. Les termes génériques sans rapport avec le sujet sont à éviter, ainsi que les répétitions de liens vers un même terme.
- Les liens externes sont à placer uniquement dans une section « Liens externes », à la fin de l'article. Ces liens sont à choisir avec parcimonie suivant les règles définies. Si un lien sert de source à l'article, son insertion dans le texte est à faire par les notes de bas de page.
- La présentation des références doit suivre les conventions bibliographiques. Il est recommandé d'utiliser les modèles {{Ouvrage}}, {{Chapitre}}, {{Article}}, {{Lien web}} et/ou {{Bibliographie}}. Le mode d'édition visuel peut mettre en forme automatiquement les références.
- Insérer une infobox (cadre d'informations à droite) n'est pas obligatoire pour parachever la mise en page.

Pour une aide détaillée, merci de consulter Aide:Wikification.
Si vous pensez que ces points ont été résolus, vous pouvez retirer ce bandeau et améliorer la mise en forme d'un autre article.
David Nirenberg est un médiéviste et un historien intellectuel qui enseigne à l'Université de Chicago, où il est doyen de la Divinity School, et Deborah R. et Edgar D. Jannotta Distinguished Service Professor of Medieval History and the Committee on Social Thought, ainsi que l'ancien vice-recteur exécutif de l'université, doyen de la division des sciences sociales et directeur fondateur de la famille romaine du Neubauer Family Collegium for Culture and Society. Il est également nommé au Département des langues et littératures romanes, au Centre d'études moyen-orientales, au Centre d'études juives Joyce Z. et Jacob Greenberg.
Il conduit son analyse de l'antijudaïsme en tant que principe constitutif de la tradition occidentale en argumentant en faveur d'une approche de longue durée de la compréhension historique. Cela représente une volte-face de carrière par rapport à l'approche méthodologique adoptée dans son ouvrage de 1996, Communautés de violence : persécution des minorités au Moyen Âge, dont la préface est signée par Claude Gauvard, une des plus grandes savantes françaises.
Il s'intéresse particulièrement à la pensée chrétienne, juive et musulmane de l'Europe médiévale.

## Carrière
David Nirenberg a obtenu son BA à Yale, où John Boswel l'a initié à l'étude des minorités dans l'Aragon médiéval. Il est titulaire d'un doctorat de Princeton, où il a étudié avec Peter Brown, Natalie Davis et William Chester Jordan. Il a été professeur invité à l'École des Hautes Études en Sciences Sociales de Paris, au Consejo Superior de Investigaciones Cientificas de Madrid et au Wissenschaftskolleg zu Berlin, est associé de la Société allemande Max Planck pour l'avancement des sciences, ainsi que membre de l'Académie américaine des arts et des sciences, et ancien membre du Katz Center for Advanced Judaic Studies.
En 2006, il rejoint le département d'histoire de l'Université de Chicago et le Comité sur la pensée sociale . Entre 2014 et 2017, il a été doyen de la division des sciences sociales de l'Université de Chicago. Il est devenu vice-recteur exécutif en 2017, et doyen par intérim de la Divinity School en 2018.

## Ouvrages

### Liste des livres
- Violence et minorités au Moyen Age, Presses Universitaires de France (2001) (préface de Claude Gauvard)  (ISBN 9780691165769).
- Antijudaïsme : Un pilier de la pensée occidentale, 2023, Éd. Labor et Fides,  (ISBN 978-2830917994)
- Uncountable: A Philosophical History of Number and Humanity from Antiquity to the Present, University of Chicago Press (2021). Coécrit avec son père le mathématicien Ricardo L. Nirenberg.
- Aesthetic Theology and Its Enemies: Judaism in Christian Painting, Poetry, and Politics, Brandeis University Press (2015).
- Neighboring Faiths: Christianity, Islam, and Judaism in the Middle Ages and Today, University of Chicago Press (October 2014).  (ISBN 022637985X).
- Judaismus als Politischer Begriff, Historische Geisteswissenschaften Frankfurter Vorträge, Wallstein Verlag, Göttingen (October 2013).
- Anti-Judaism: The Western Tradition, W.W. Norton (2013).  (ISBN 0393347915).
  - Anti-Judaismus: Eine andere Geschichte des westlichen Denkens, (2017) traduit par Martin Richter  (ISBN 340667531X)
- Judaism and Christian Art: Aesthetic Anxieties from the Catacombs to Colonialism (with Herbert Kessler), University of Pennsylvania Press (2011).

- - Communities of Violence: Persecution of Minorities in the Middle Ages, Princeton University Press (1996). Paperback edition, February, 1998.
  - Comunidades de Violencia: Persecución de minorías en la edad media, Peninsula Editorial (2001);